# Ernest Godard
Pour les articles homonymes, voir Godard.
Ernest Godard (1826–1862) est un médecin, anthropologue, voyageur, collectionneur et mécène français.

## Biographie
Né le 6 janvier 1826 à Cognac, il est le fils de Jean-Pierre Godard, chef d'une importante maison de commerce de Bordeaux, la Maison de Cognac Godard-frères, et propriétaire à partir de 1855 du château Kirwan, un domaine viticole situé à Cantenac, en Gironde. Il passe une partie de son enfance à Cognac puis fréquente à Bordeaux le lycée Michel Montaigne mais, contrairement à ses frères aînés Philippe (1814-1861), Adolphe (1818-1895) et Jean-Baptiste-Camille (1823-1881), ne se lance pas dans la négoce mais étudie la médecine à la nouvelle faculté de médecine de Paris.
Ernest Godard est connu pour ses recherches sur la tératologie des organes sexuels et l'hermaphrodisme, et par ses voyages scientifiques effectués en Égypte et au Proche-Orient à la demande du comte Alexandre Walewski, Ministre d'État sous le règne de Napoléon III qui le charge d'« étudier les questions qui se rattachent à l'état social, moral et sanitaire de ces contrées » ; de 1861 à sa mort prématurée en 1862, il étudie lors de cette mission scientifique certaines pratiques comme la circoncision et l'infibulation, mais aussi certaines maladies comme la lèpre, l'éléphantiasis et le « bouton d'Alep » ; l'ouvrage intitulé Égypte et Palestine est la reproduction des notes sur différents sujets afférents à la médecine et d'un certain nombre d'observations médicales telles qu'il les a recueillies au jour le jour pendant son voyage. Il sera publié par ses amis après sa mort.
Il meurt d'un abcès du foie le 21 septembre 1862, à l'âge de trente-six ans, alors qu'il se trouve à Jaffa, en Syrie ottomane. Il est inhumé le 4 décembre 1862 au cimetière de la Chartreuse, à Bordeaux, ville où il résidait, 92 cours du Jardin Public, l'actuel cours de Verdun.
Ernest Godard était membre de nombreuses sociétés savantes : il était notamment membre titulaire des Sociétés Anatomique, d'Anthropologie et de Biologie, et de la Société impériale zoologique d'acclimatation de Paris, et membre correspondant de huit Académies de médecine ou de Sociétés savantes de l'Étranger et des départements de France.
Au cours de son séjour en Égypte, il avait constitué une collection d'objets archéologiques, majoritairement composée de pièces pharaoniques, qu'il légua à la Ville de Bordeaux.

## Hommages
En 1865, Ernest Godard lègue une somme pour la fondation du « Prix Godard » par la Société d'anthropologie de Paris, récompensant des recherches originales sur l'anthropologie,.
Une rue de Bordeaux, située à proximité du jardin public, porte son nom.

## Publications sélectives
- Études sur la monorchidie et la cryptorchidie chez l'homme, Paris : Victor Masson et Fils, 1857 (lire en ligne sur Internet Archive).
- Égypte et Palestine : Observations médicales et scientifiques, Paris : Victor Masson et Fils, 1867 (lire en ligne sur Internet Archive).
  - Égypte et Palestine : Observations médicales et scientifiques (dessins).